# Kinmen
 (octobre 2021).
Si vous disposez d'ouvrages ou d'articles de référence ou si vous connaissez des sites web de qualité traitant du thème abordé ici, merci de compléter l'article en donnant les références utiles à sa vérifiabilité et en les liant à la section « Notes et références ».

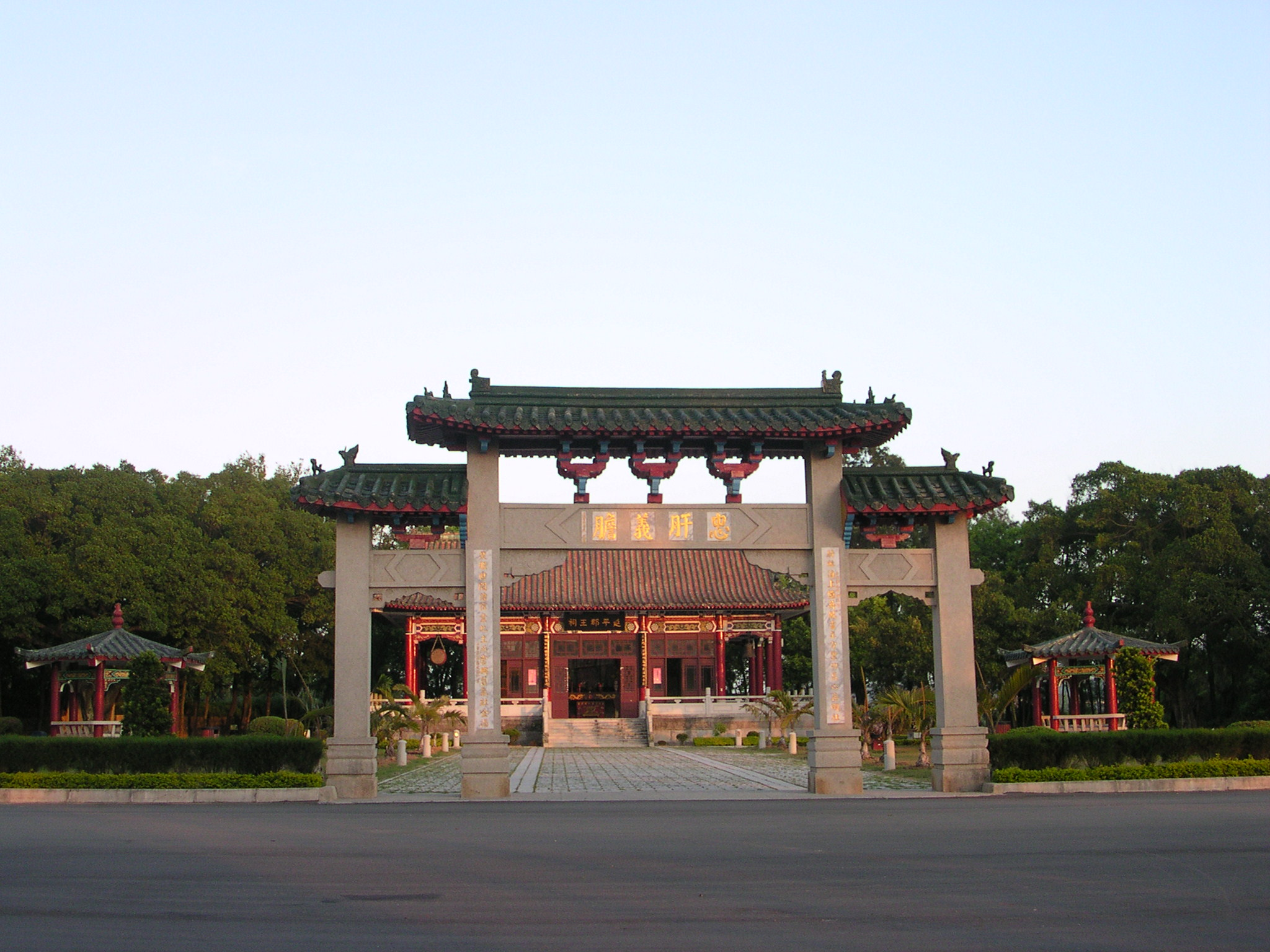
Temple Koxinga à Kinmen.

Kinmen (en pinyin : Jīnmén ; litt. « porte d'or »), aussi appelée Jinmen ou Quemoy, est une île de Taïwan, formant l'essentiel du comté de Kinmen au sein de sa province du Fujian. De nombreux habitants parlent le minnan.  
Kinmen est géographiquement très proche de Xiamen (également connue sous le nom d’Amoy), grande ville côtière de la province du Fujian de la république populaire de Chine.
La population est officiellement de 140 000 habitants mais plus de la moitié n'y vit pas à l'année.

## Toponymie
L’île est souvent appelée Quemoy en Europe : ce nom provient d’une transcription portugaise du nom prononcé dans le dialecte de Zhangzhou, Kim-mûi. Le nom Quemoy est utilisé quand on parle des Première et Seconde crises du détroit de Taïwan, l’île ayant été témoin de tentatives d’invasions par les forces communistes. 
Depuis plusieurs années, c’est le nom Kinmen, transcription basée sur le pinyin postal, qui se répand de plus en plus. On trouve également parfois la graphie Chin-men, qui provient de la romanisation Wade-Giles, ou encore Jinmen, issue du hanyu pinyin.

## Histoire
Les recherches archéologiques sur le site de Fuguodun montrent que l’être humain s’est installé sur l’île depuis au moins 5800 ans.

### Dynastie des Jin orientaux
Sous la dynastie des Jin de l’Est, des troubles dans les plaines centrales de la Chine à la suite des invasions des tribus nomades chassent une partie des populations, et des réfugiés décident de s’installer sur Kinmen, alors appelée Wuzhou.

### Dynastie Tang
Sous le règne de l’empereur Dezong, Chen Yuan (陳淵) est nommé Superviseur-Général des chevaux royaux en 803. L’île est réputée pour ses équidés et, grâce à Chen Yuan, va pleinement s’insérer dans le système économique de la société chinoise. Après son départ de l’île, Chen Yuan est déifié et est connu comme le « Bienfaiteur de la fondation de Wu (Kinmen) » (開浯恩主).

### Dynastie Song
Sous la dynastie des Song du Nord, l’Empereur Shenzong intègre Kinmen dans une région administrative, liant la ville au comté de Tong-an. Sous les Song du Sud, la culture et l’éducation reçoivent une attention sans précédent et un centre académique, Hai bin Zhou Lu, est établi. L’érudit néo-confucien Zhu Xi visite plusieurs fois Kinmen, afin d’y enseigner dans l’académie Yannan et de donner des conseils de bonne gouvernance. Il influence profondément la population de l’île, qui pendant les siècles suivants adhère fortement aux rites confucéens.

### Dynastie Ming
Sous la dynastie Ming, les pirates se développent le long de la côte Sud-Est de la Chine. En raison de sa localisation stratégique, la garnison en poste à Kinmen augmente fortement. Des forteresses et diverses structures défensives sont édifiées sous le commandement du marquis Zhou Desing. C’est à cette époque que le nom Wuzhou (浯洲) est progressivement remplacé par Kinmen (金門), dont la signification est « porte d’or » : du fait de sa position, la garnison de Kinmen est une « force dorée qui protège les portes des eaux de la Chine du Sud ».
Alors que la dynastie Ming s’effondre, Zheng Chenggong reçoit le titre de « Koxinga » par l’empereur Longwu. Malgré sa supériorité navale, Koxinga est forcé à se retirer à Taïwan, tout en utilisant Kinmen comme base avancée pour ses soldats. De nombreux partisans de la famille Zheng sont originaires de Kinmen et suivent Koxinga à Taïwan. Entre 1663 et 1674, Kinmen est contrôlée par les descendants de Koxinga et ce n'est qu’en 1680 que les Qing parviennent à prendre possession de l’île.

### Dynastie Qing
Les guerres de l’opium donnent un nouvel élan à Kinmen. Après sa défaite, la dynaste Qing doit ouvrir plusieurs ports au commerce international, dont Xiamen/Amoy, à quelques kilomètres seulement de Kinmen. De nombreux habitants de l’île s’installe à Xiamen, à la recherche d’une vie meilleure. Ils sont nombreux à conserver des liens avec l’île, encourageant son développement économique grâce à la richesse accumulée à Xiamen, voire dans l’Asie du Sud.

### République de Chine
Après la fondation de la République de Chine en 1912, Kinmen est intégrée à la province de Fukien mais gagne en autonomie en 1915 avec la création du comté de Kinmen. L’île est occupée par l’armée impériale japonaise entre 1937 et 1945, pendant la seconde guerre sino-japonaise. Après la proclamation de la République populaire de Chine en 1949, les communistes et les nationalistes revendiquent tous deux la souveraineté sur Kinmen. En octobre 1949, la tentative avortée de débarquement sur Kinmen par l’Armée populaire de libération, mise en échec lors de la bataille de Guningtou (en), empêche les communistes de venir définitivement à bout des nationalistes : Kinmen toujours contrôlée par la République de Chine empêche la République populaire de débarquer sur l’île de Taïwan. Durant la première et la seconde crise du détroit de Taïwan, en 1954-1955 et 1958, l’Armée populaire de libération bombarde Kinmen, sans parvenir à s’en emparer. Elle fut au centre de dissensions majeures aux États-Unis entre Kennedy et Nixon dans les années 1950. Les États-Unis iront jusqu’à menacer la République populaire de Chine d'utiliser l'arme nucléaire si elle s'attaquait à cette île.
Kinmen est pendant des années une île dévouée aux militaires, aux accès strictement contrôlés, ce qui conduisit au massacre de Lieyu en 1987. L’île est rendue à un gouvernement civil au milieu des années 1990, quand l’interdiction des voyages est levée. Les échanges entre la Chine continentale et Kinmen reprennent en janvier 2001.
La loi martiale n'est levée qu'en 1992, soit cinq ans après Taïwan. Le régime militaire exercé sur Kinmen a longtemps empêché l'archipel de se développer économiquement et de permettre à une opposition de se structurer face au Kuomintang.
De nombreux hommes d’affaires taïwanais se rendent d’abord à Kinmen pour entrer en Chine continentale, car l’accès y est plus aisé et moins cher qu’à Hong Kong, permettant un fort développement économique.
Le 30 juin 2014, l’île Dadan et l’île Erdan sont rendues à un gouvernement civil, intégré au comté de Kinmen. Depuis le 1er janvier 2015, les touristes venus de Chine continentale peuvent prétendre au visa de « sortie et entrée » à leur arrivée à Kinmen, de même qu’aux îles Pescadores et aux îles Matsu, afin de dynamiser le tourisme sur les îles. Ces îles hors Taiwan de la République de Chine reçoivent ainsi des politiques plus simples d'immigration à l'égard des touristes de la Chine populaire.

## Politique et administration

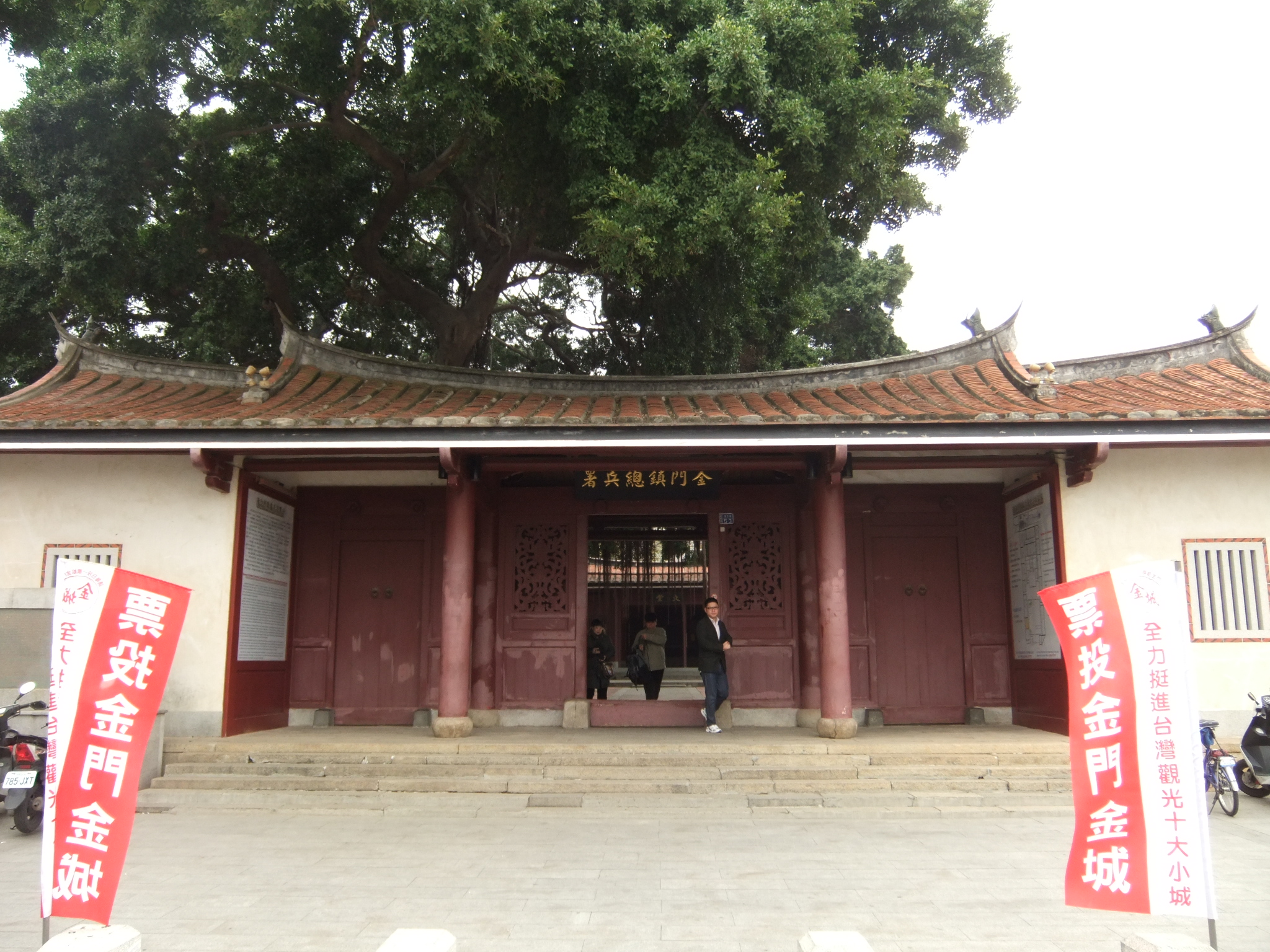
Quartier général militaire de Kinmen durant la dynastie Qing.

L’île est un bastion du Kuomintang (KMT). Jusqu’au début des années 1990, les partisans de l’indépendance de Taïwan déclaraient qu’ils envisageaient céder Kinmen à la République populaire dans le cadre de négociations.
Les habitants de Kinmen ne s'identifient pas toujours à Taïwan. En mars 2020, Chen Yu-chen, députée de Kinmen, provoque un tollé en déclarant au Parlement : « La République de Chine est un État, mais je veux insister sur le fait que Taïwan n'en est pas un. Parce que la République de Chine comprend Taïwan, Penghu, Kinmen et Matsu. C'est ce sur quoi nous insistons toujours à Kinmen. » L'identification à Taïwan est plus fréquente dans les générations nées à partir de la fin des années 1980, qui n'ont pas connu le régime militaire.
Le Parti démocrate progressiste n’a qu’une présence limitée sur l’île et ne présente pas de candidats aux élections locales, même s’il possède un siège au conseil du comté de Kinmen après les élections locales de 2009 et de 2014.
Pour la République populaire de Chine, Kinmen devrait faire partie de la ville de Quanzhou dans la province du Fujian, officiellement le xian (comté) de Jinmen (金门县, Jīnmén Xiàn) inscrit dans la liste de ses subdivisions administratives, réponse à l'existence du doublon d'une province du Fujian dans les divisions administratives de la République de Chine (Taïwan).

### Subdivisions administratives
Le comté de Kinmen est divisé en 3 cantons urbains et 3 cantons ruraux. Le canton de Jincheng est le chef-lieu du comté, accueillant le gouvernorat du comté de Kinmen et le conseil du comté de Kinmen. Le canton abrite aussi les bureaux du gouvernement provincial du Fujian, bien que les entités provinciales ne jouent plus de rôle réel. Le comté de Kinmen a le plus faible nombre de cantons ruraux parmi tous les comtés de Taïwan.

L'île en elle-même regroupe quatre des six communes du comté :

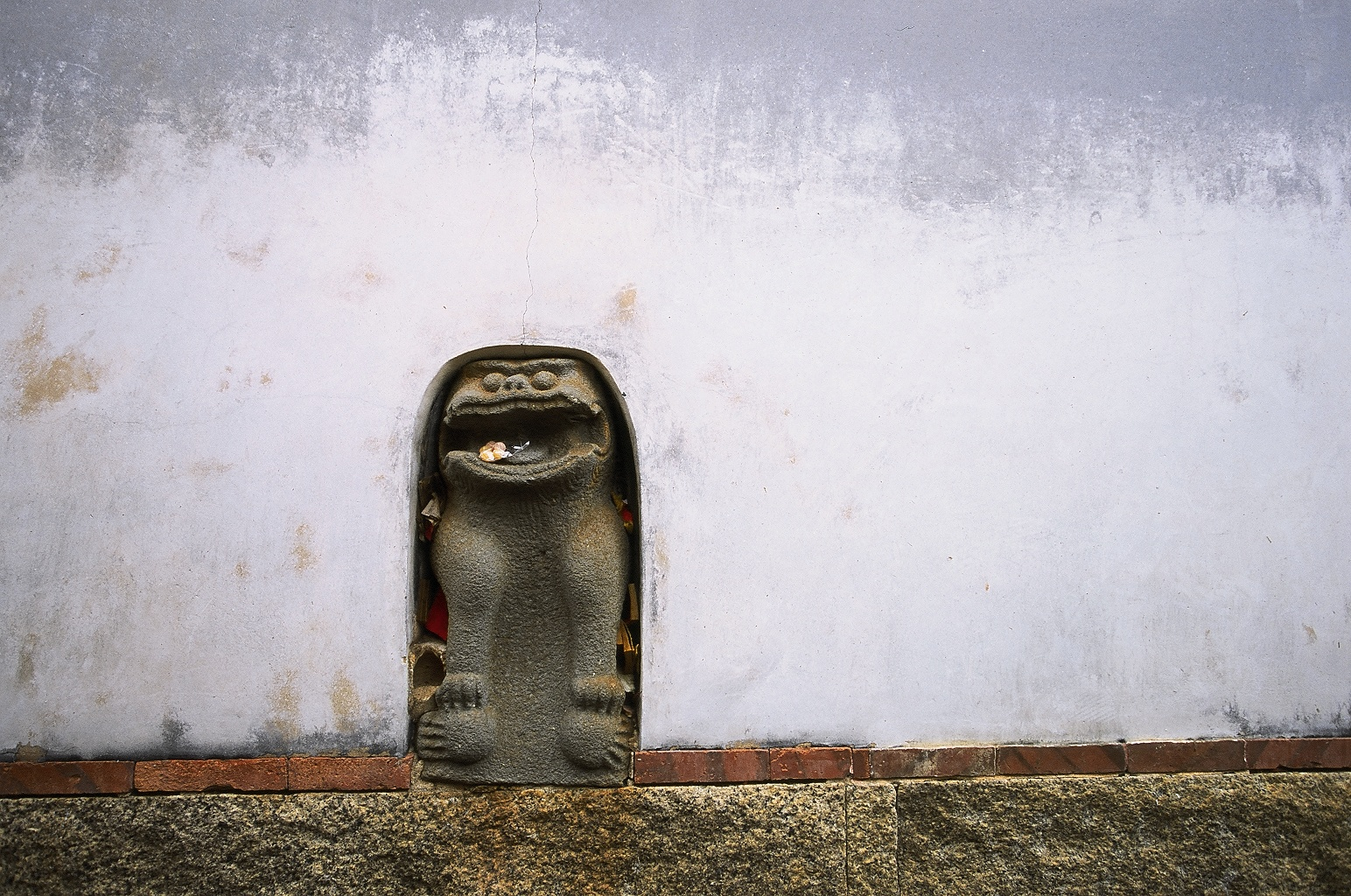
Un shisa (dieu céleste à tête de lion) sculpté à Kinmen.

- Jincheng (en) (金城鎮, Jīnchéng, « ville dorée ») ;

- Jinsha (金沙鎮, Jīnshā, « sable doré ») ;
- Jinhu (金湖鎮, Jīnhú, « lac doré ») ;
- Jinning (金寧鄉, Jīnníng, « tranquillité dorée »).

## Population et société
Kinmen est connue pour ses nombreux produits culturels. À cause des intenses bombardements des communistes dans les années 50, l’île a fait de la fabrication de couteaux sa spécialité, le fer provenant des bombes. Les artisans locaux collectent de grandes quantités de munitions et les transforment en couteaux de grande qualité. C’est aussi à Kinmen qu’on trouve la liqueur Kinmen Kaoliang, un spiritueux dont la concentration d’alcool oscille entre 38 et 63%.  

### Enseignement
En août 2010, l’université nationale de Quemoy est instituée, remplaçant l’ancien Institut technologique de Kinmen et le campus de Kinmen de l’université nationale de Kaohsiung des sciences appliquées, établie en 1997. Elle se situe dans le canton de Jinning. L’île possède aussi un campus de l’université Ming Chianf et de l’université nationale de Kaohsiung. L’éducation secondaire inclut le lycée national de Kinmen et le lycée agricole et industriel de Kinmen. Au total, il y a 24 collèges, écoles primaires et crèches.

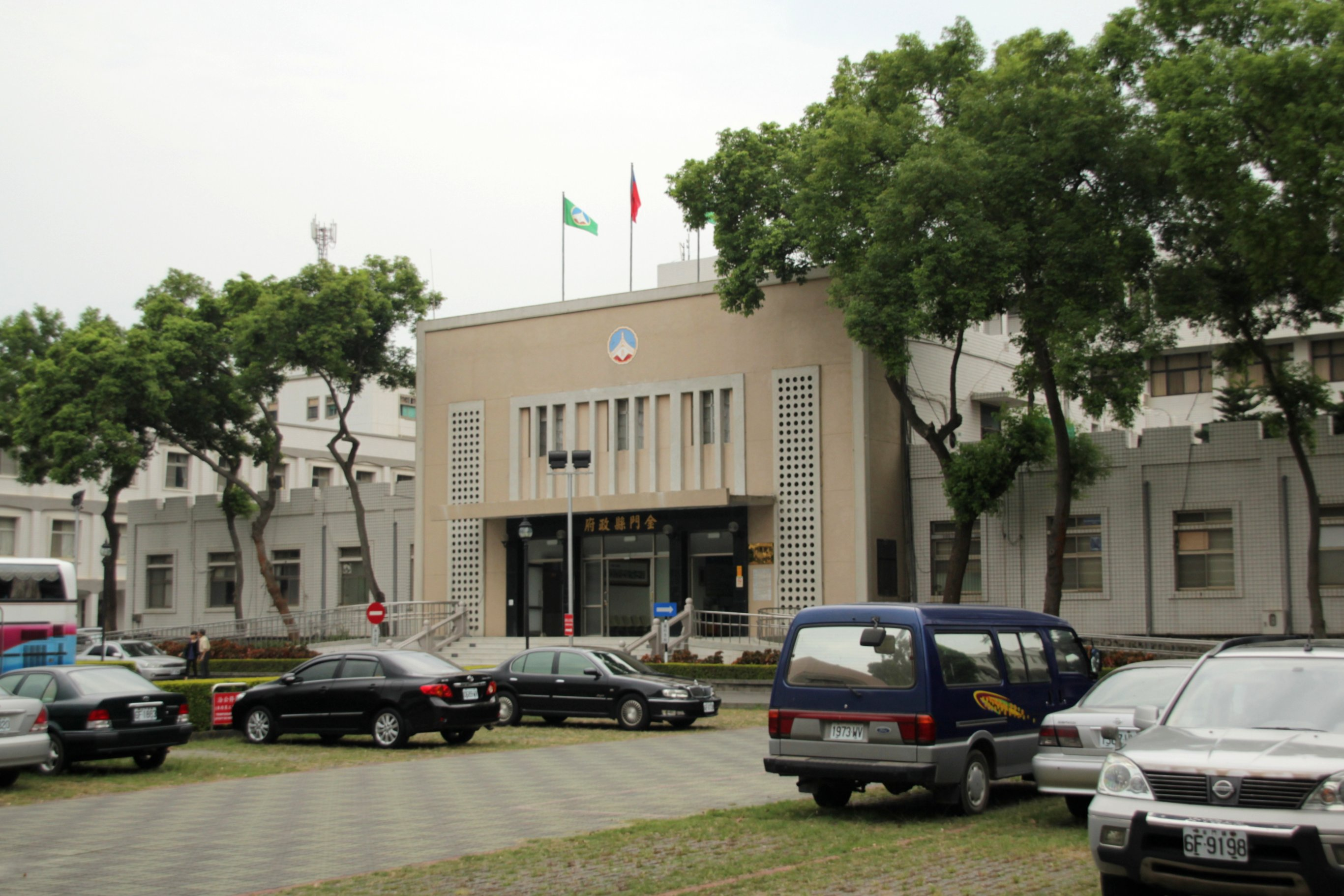
Gouvernement du comté de Kinmen.

Le gouvernorat du comté de Kinmen a investi des millions dans l’éducation sur l’île, en moyenne 20.000NTD par étudiant. Les écoles du comté ont accepté l’accroissement du nombre d’étudiants dont les parents font du commerce dans le Fujian. Le gouvernorat du comté encourage les universités de l’île de Taïwan et de Chine continentale à développer des campus à Kinmen.

### Langues
De nombreux habitants du comté parlent le hokkien, l’accent du Quanzhou étant prédominant. Dans le canton de Wuchiu, à l’inverse, c’est le puxian qui est la langue la plus répandue.

### Croyances
On trouve à Kinmen une croyance importée des îles Ryukyu, les « lions du vent ». Ces divinités liées au vent, très puissant sur l’île, assurent protection à ceux qui les prient.

## Économie
L’économie de Kinmen est basée sur le tourisme et les services grâce à sa proximité avec la Chine continentale, et particulièrement la ville de Xiamen. Un pont de 5,4 kilomètres est en cours de construction entre Kinmen et Lieyu, dont le coût avoisine les 200 millions d'euros.

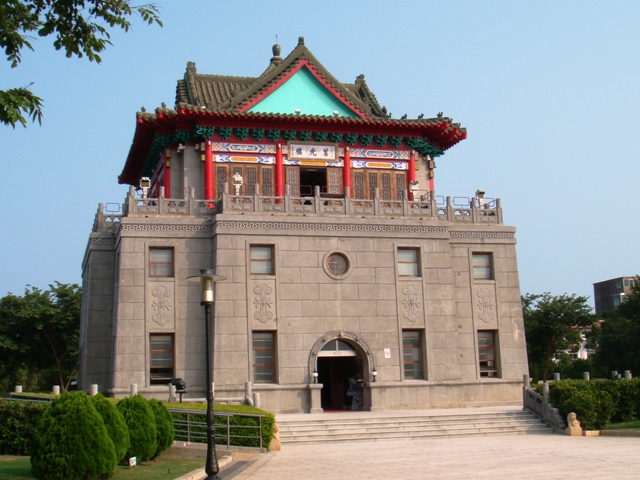
Tour Juguang à Kinmen.

Kinmen est connue pour sa production de vin Kaoliang, un pilier important de l’industrie du comté. On trouve également des industries traditionnelles comme l’agriculture, la pêche et l’élevage de bétail.
Kinmen importe une plus grande quantité de biens de Chine continentale que de Taïwan à cause de la grande proximité de l’île avec le continent.

## Culture et patrimoine

### Sites touristiques et monuments
À cause de son importance miliaire, pendant longtemps le développement de l’île n’a été que limité. Kinmen est maintenant populaire parmi les Taïwanais comme destination de villégiature, grâce à ses nombreux villages paisibles, son architecture ancienne et ses plages. Une grande partie de l’île est incluse dans le Parc national de Kinmen, qui met en valeur les anciennes fortifications miliaires, les habitations historiques et les paysages naturels.

#### Musées
August 23 Artillery Battle Museum, Guningtou Battle Museum, Hujingtou Battle Museum, Yu Da Wei Xian Sheng Memorial Museum

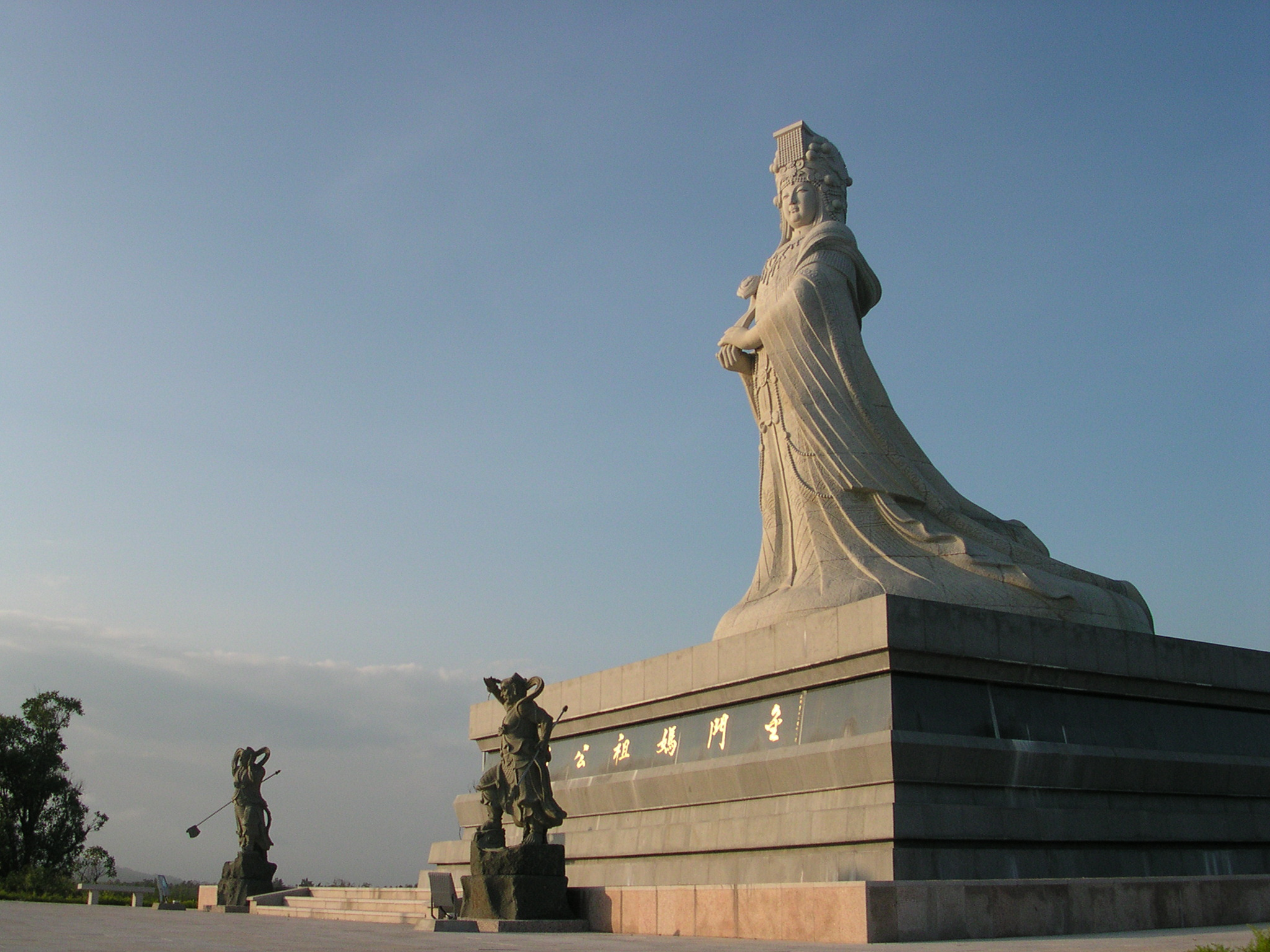
Parc de Matsu à Kinmen.

#### Nature
Lac Gugang, îlot Jiangong, parc Jincheng, parc national de Kinmen

#### Bâtiments historiques
Tour Deyue Gun, Résidence Gulongtou Zhenwei, tunnel Jhaishan, tour Juguang, village traditionnel de Kinmen, le quartier général militaire de la dynastie Qing à Kinmen, la station d’observation Mashan, la rue Mofan et le phare Wuqiu.

#### Bâtiments religieux
Pagode Maoshan, pagode Wentai

## Infrastructures

### Électricité
La compagnie électrique de Kinmen a été fondée en 1967 et a construit 5 centrales électriques dans le comté afin de fournir assez d’énergie à tous les habitants. Elles utilisaient à l’origine du gazole, dont les coûts se sont progressivement envolés. En juillet 1997, la compagnie électrique de Kinmen a fusionné avec Taipower. En 1999, la mise en service de la centrale Tashan, fonctionnant au diesel, a permis de fermer les plus petites centrales afin de réduire les coûts.

### Câble sous-marin de télécommunication
En août 2012, Kinmen et Xiamen établissent la première liaison d’un câble sous-marin entre les deux rives. Du côté taïwanais, l’infrastructure est construite par Chunghwa Telecom, quand du côté de la Chine continentale, l’ouvrage est réalisé par China Telecom, China Unicom et China Mobile. Le projet, lancé en 1996, a mis 16 ans avant d’être réalisé.

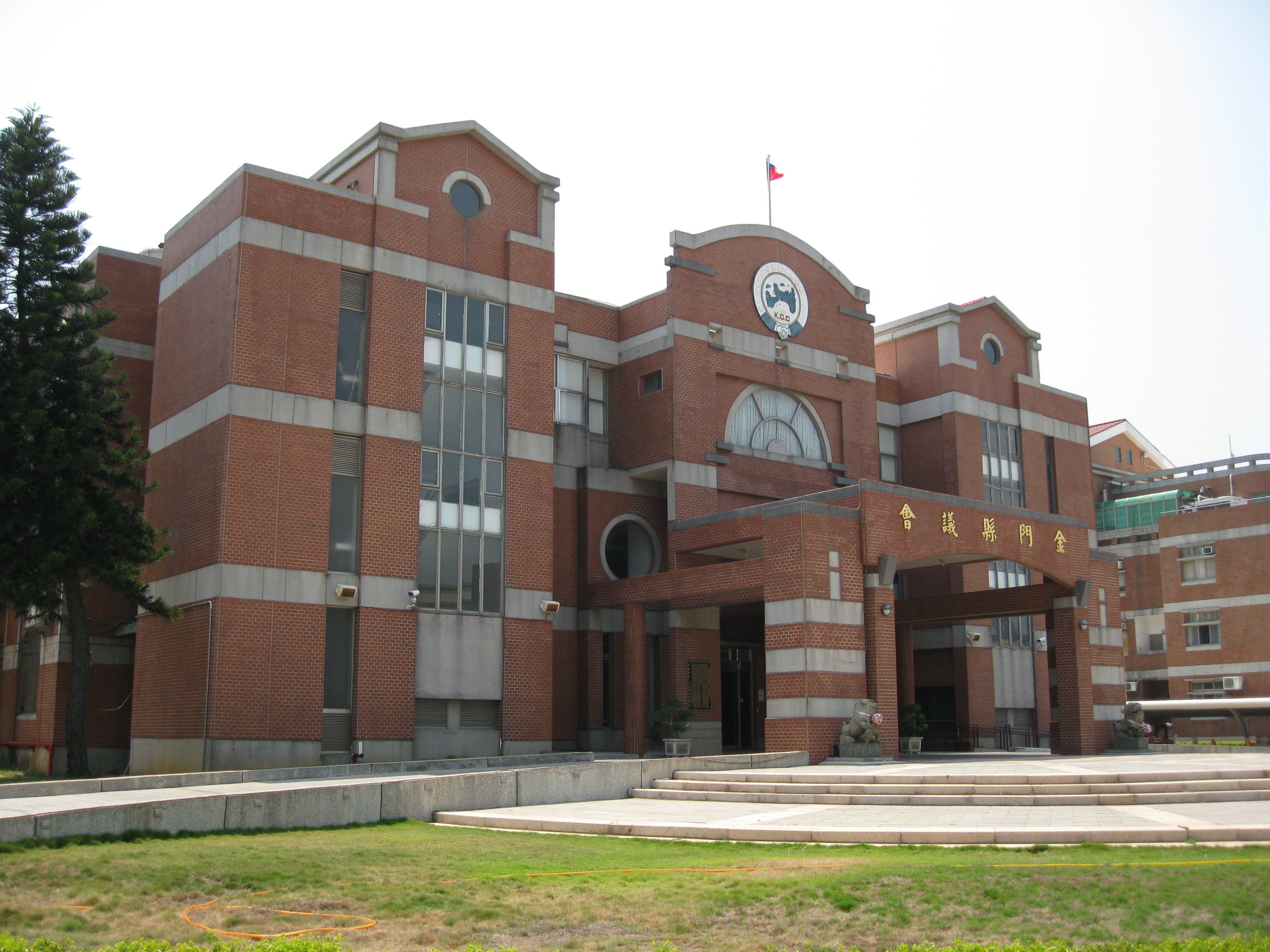
Conseil régional de Kinmen.

Le système de télécommunication consiste en deux câbles, un long de 11 km qui court depuis le lac Tzu côté taïwanais jusqu’au mont Guanyin côté chinois, et un autre long de 9,7 km qui part de Guningtou à Kinmen et va jusqu’à l’île Dadeng à Xiamen.

### Approvisionnement en eau

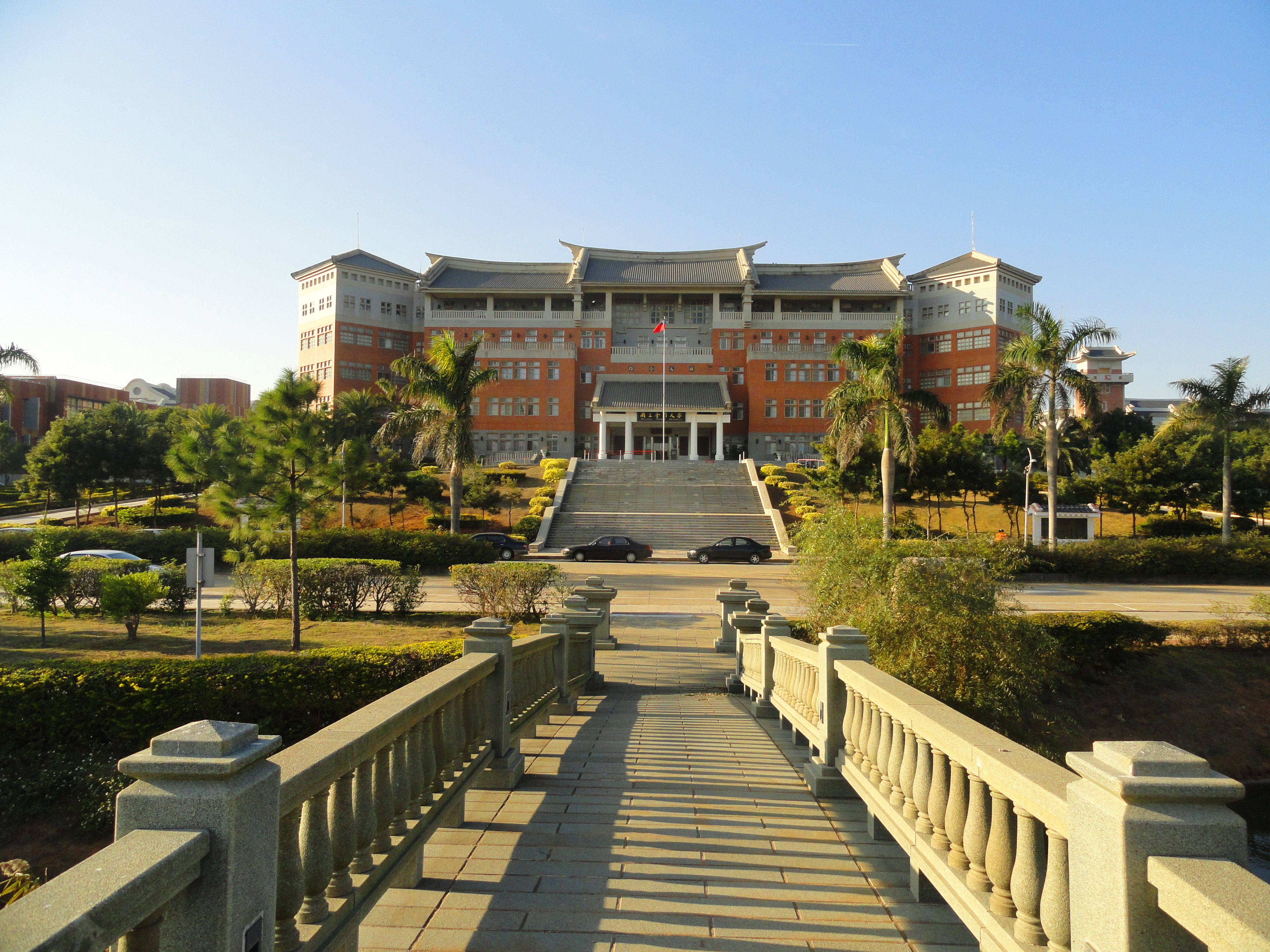
Université nationale de Quemoy.

La demande journalière à Kinmen est de 50 000 tonnes d’eau, utilisées par les ménages, l’industrie et l’agriculture. Une tonne d’eau produite à Kinmen coûte entre 50 et 60 NTD, prix qui peut atteindre 70 NTD en été. En cas de sécheresse extrême, un bateau affrété depuis l’île de Taïwan peut approvisionner l’île moyennant 200 NTD la tonne. Parce que les résidents de Kinmen ne payent que 10 NTD la tonne, le coût de l’eau est devenu très lourd pour les finances du comté.
Pendant des décennies, Kinmen a connu des difficultés pour son approvisionnement en eau, à cause de ses lacs peu profonds, le peu de précipitations et les contraintes géographiques qui empêchent de construire des réservoirs. De plus, Kinmen abuse de l’utilisation des eaux souterraines, augmentant la salinité des sols.
En septembre 2013, le gouvernement de la République populaire de Chine a accepté d’aider Kinmen en ravitaillant l’île depuis la ville de Jinjiang. Kinmen draine plus de 8000 tonnes d’eau souterraine chaque jour et l’eau des réservoirs ne suffit pas à contenter la demande lors de la saison sèche. Une canalisation d’eau sous-marine de 16,7 km devrait être construite pour apporter l’eau du réservoir de Shanmei, dans la province du Jinjiang, jusqu’à Kinmen. La canalisation devrait apporter 30'000 tonnes d’eau chaque jour à Kinmen.

## Transports

### Aériens

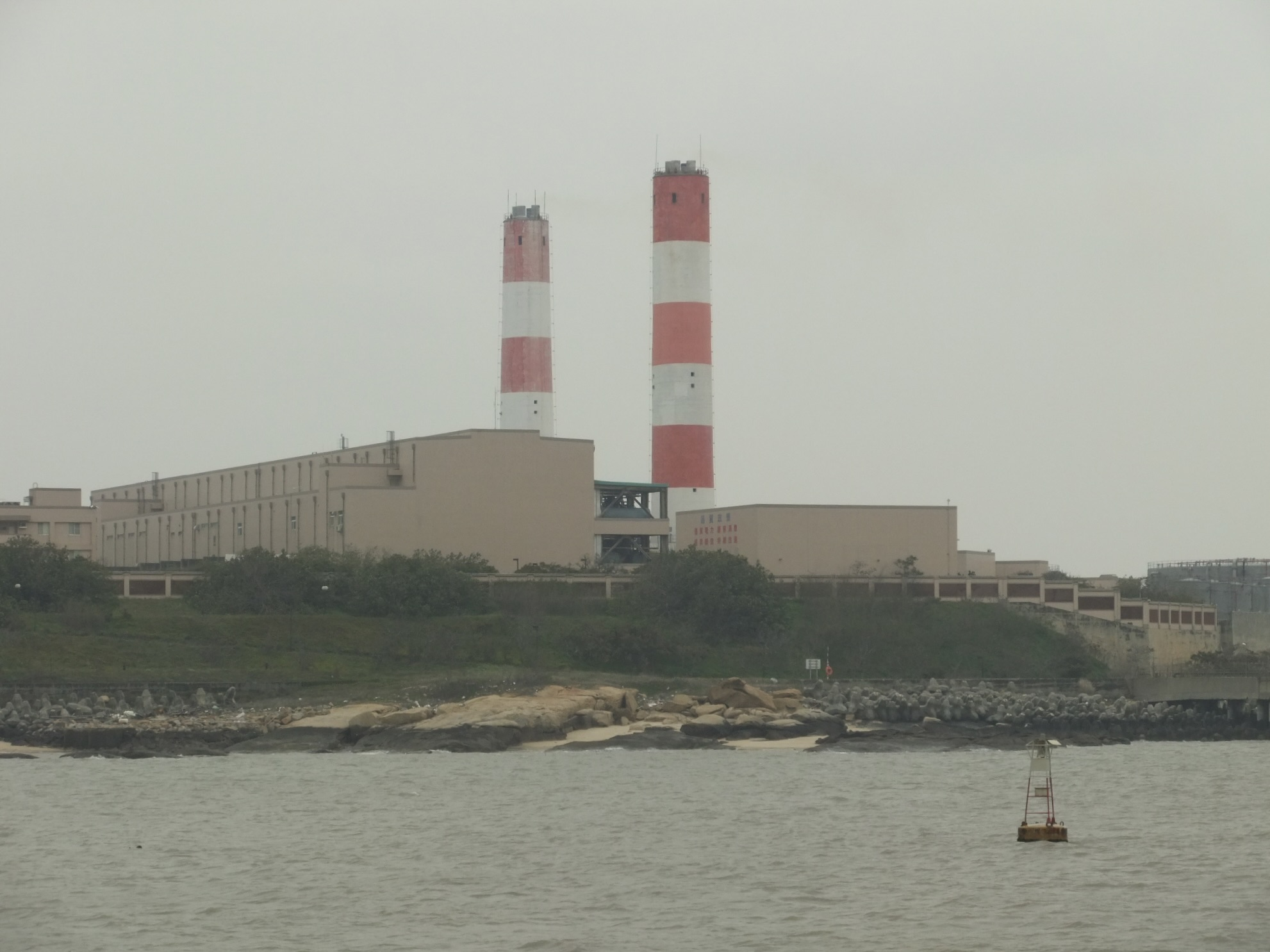
Centrale électrique à Kinmen - Port Shuitou.

Kinmen est desservi par l’aéroport de Kinmen, un aéroport local situé dans le canton de Jinhu, reliant Kinmen à l'île de Taiwan (Taipei Songshan, Kaohsiung, Taichung, Chiayi et Tainan) et les autres îles de Magong et Penghu.

### Maritimes
Les personnes venant de Chine continentale peuvent arriver à Kinmen en empruntant un ferry depuis Xiamen (Wutong Ferry Terminal) ou Quanzhou, débarquant à Shuitou Pier dans le canton de Jincheng. Le ferry Kinmen-Quanzhou n’est accessible qu’aux voyageurs locaux et les possesseurs d’un passeport étranger ne sont pas autorisés à emprunter ce service.

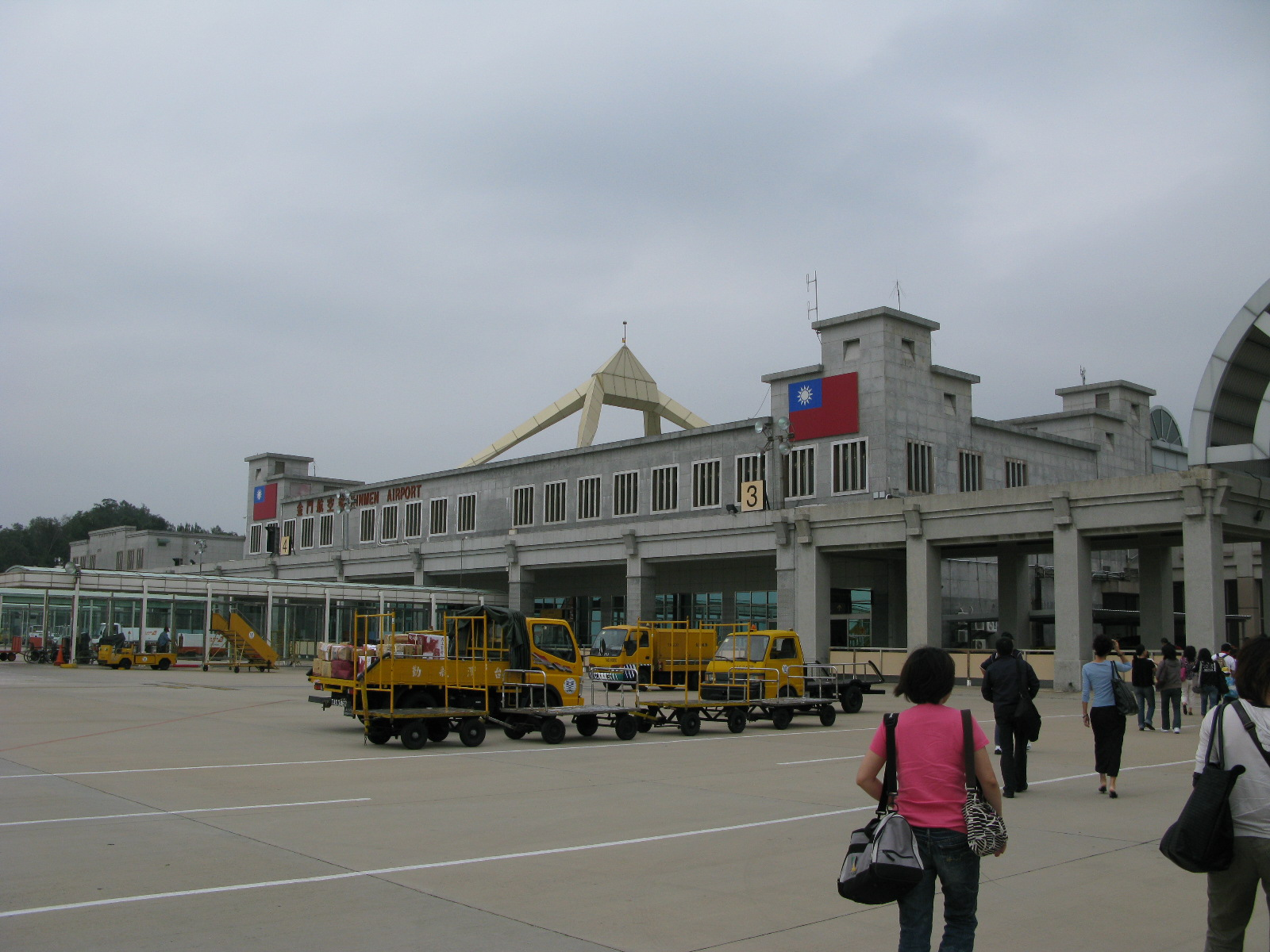
Aéroport de Kinmen.